# Gina Cody

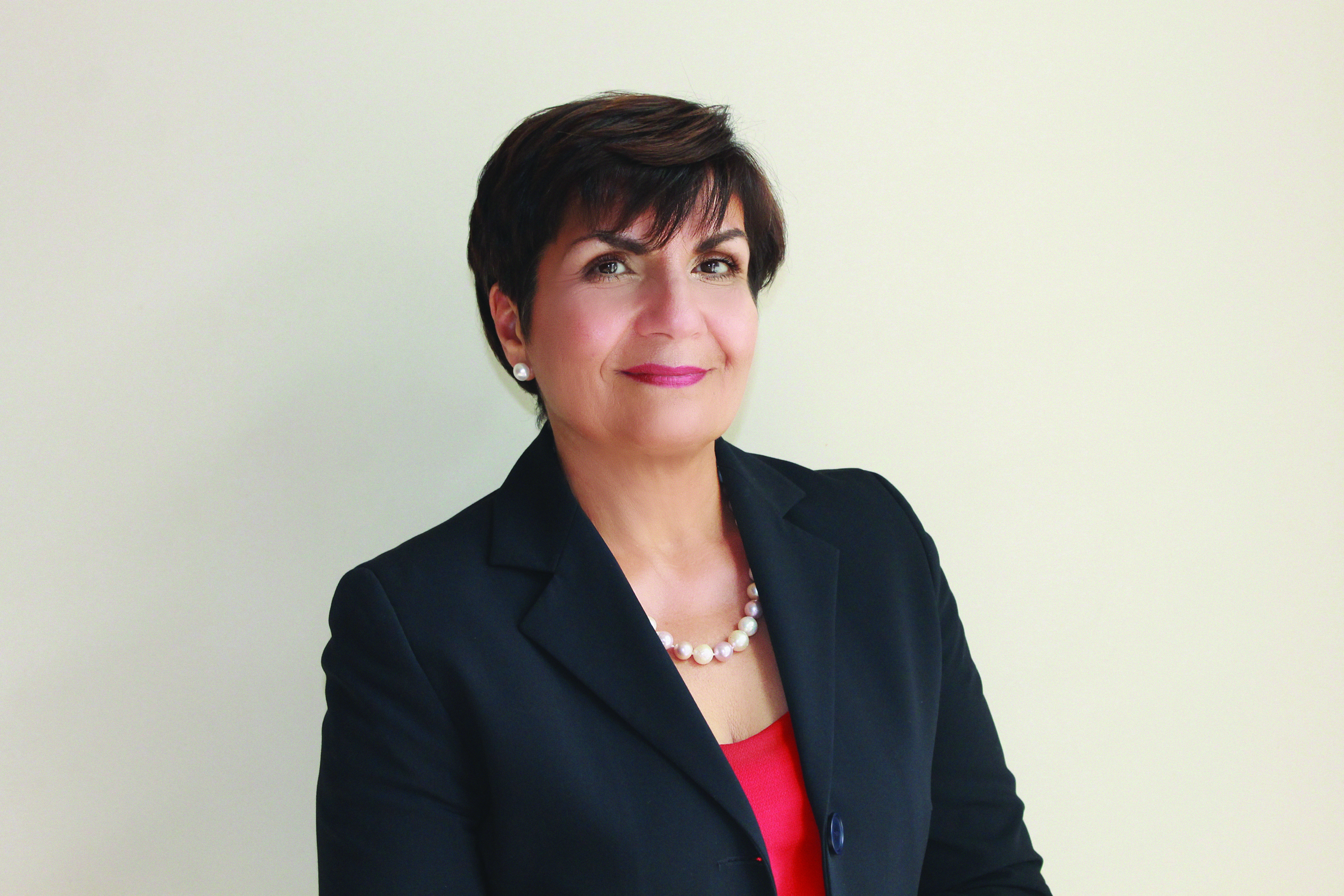
Gina Cody, 2018

Gina Parvaneh Cody (* 1957 in Iran)  ist eine kanadisch-iranische Ingenieurin und Unternehmerin.
1989 war Gina Cody die erste Frau in der Geschichte der Concordia University, die einen Doktortitel in Bauingenieurwesen erwarb. Nach ihrer Spende von 15 Millionen Dollar benannte die Concordia University 2018 ihre Fakultät für Ingenieurwissenschaften und Informatik nach ihr um (Gina Cody School of Engineering and Computer Science).

## Studium
1978 erwarb Cody einen Bachelor of Science in Bauingenieurwesen an der Aryamehr University of Technology (heute Sharif University of Technology).
1979 wanderte Cody nach Kanada aus. Sie erhielt ein Stipendium für ein Studium der Ingenieurwissenschaften an der Concordia University in Montreal, wo sie 1981 einen Master-Abschluss erwarb.
1989 war Cody die erste Frau in der Geschichte der Concordia-Universität, die einen Doktortitel im Bauwesen erwarb.

## Karriere
Nach ihrer Promotion zog Cody nach Toronto, wo sie ein Jahr lang für das Wohnungsbauministerium von Ontario (heute Ministry of Municipal Affairs and Housing) an den Bauvorschriften der Provinz arbeitete. Danach wechselte Cody in die Privatwirtschaft, wo sie bei Construction Control Inc. (CCI; ein in Ontario ansässiges Ingenieurbüro) Turmdrehkräne inspizierte und damit die erste Frau war, die in Toronto als Inspektorin auf Baukräne kletterte. Später wurde Cody Präsidentin von CCI.
Bis zu ihrer Pensionierung war Cody Geschäftsführerin und Hauptaktionärin von CCI Group Inc. Cody verkaufte CCI Group Inc. und ging 2016 in den Ruhestand. Nach einer Fusion im Jahr 2016 firmiert die CCI Group Inc. nun als McIntosh Perry Consulting Engineers.
Im Jahr 2018 spendete Cody der Concordia University 15 Millionen Dollar, die daraufhin die Fakultät für Ingenieurwissenschaften und Informatik nach ihr benannte (Gina Cody School of Engineering and Computer Science). Sie war die erste Fakultät für Ingenieurwissenschaften, die in Kanada nach einer Frau benannt wurde.

### Einsatz für Gleichberechtigung
Seit ihrem Eintritt in den Ruhestand und ihrer wegweisenden Schenkung an die Concordia University setzt sich Cody für Gleichberechtigung, Vielfalt und Inklusion in den Bereichen Mathematik, Informatik, Naturwissenschaft und Technik (MINT-Fächer) ein.
Cody wurde eingeladen, bei Veranstaltungen für große Unternehmen, Universitäten, Behörden, Konferenzen und Frauengruppen zu sprechen. Dazu gehören Grundsatzreferate für die Association québécoise des technologies, Autodesk, City of Markham, CCWESTT 2020, Bombardier, Broadcom, Engineers Without Borders Canada, IEEE, Pratt & Whitney, PwC, Qualcomm, Ryerson University, SAP, Siemens, Sunlife, UCLA and Western University.

### Verwaltungsratsmandate
- Concordia University
- Canadian Apartment Properties REIT
- European Residential REIT

### Andere Aufgaben und Verantwortlichkeiten
- Ehren-Oberstleutnant des „34 Combat Engineer Regiment“
- Ko-Vorsitzende der Kampagne „Concordia. Next-Gen. Now.“
- Vorsitzende des Immobilienplanungsausschusses der Concordia-Universität
- Vorsitzende des Gina Cody School Advisory Board

### Auszeichnungen und Preise
Für ihre Verdienste um das Ingenieurwesen und die Wirtschaft erhielt Cody zahlreiche Auszeichnungen:
- Award of Merit der Canadian Standards Association,[9]
- Volunteer Service Award der Regierung von Ontario[10]
- Officer of the Order of Honour of Professional Engineers Ontario[11]
- 2010: Ernennung zu einer der Top-Unternehmerinnen Kanadas  von der Zeitschrift Profit[5][6][12]
- 2011: Alumna of the Year von der Concordia University Alumni Association[2][6]
- 2019: Aufnahme in den Order of Montreal[13]
- 2019: Fellow der Canadian Academy of Engineering[14]
- 2020: Ernennung zu Kanadas Top 25 Women of Influence[15]
- 2021: Mitglied des Order of Canada[16]

## Privatleben
Cody wohnt derzeit in Toronto und ist mit Thomas Cody verheiratet, einem Concordia-MBA-Absolventen und pensionierten Senior Vice President der Bank of America Canada. Das Paar hat zwei Töchter.